# Jana Bondar
Jana Ruslaniwna Bondar (ukrainisch Яна Русланівна Бондарь; * 19. Februar 1991 in Fursy, Oblast Kiew, Ukrainische SSR, UdSSR) ist eine ukrainische Biathletin und frühere Skilangläuferin.
Jana Bondar stammt aus der Siedlung Fursy, einer Vorstadtgemeinde von Bila Zerkwa in der Oblast Kiew. Sie bestritt gegen Ende 2008 ihre ersten unterklassigen internationalen Rennen im Skilanglauf. Zunächst lief sie bei FIS-Rennen und im Eastern Europe Cup. Nennenswerte Platzierungen erreichte sie erst 2011, als sie in Charkiw zweimal Vierte in Sprintrennen wurde. In Praz de Lys Sommand nahm sie 2009 erstmals an Nordischen Skiweltmeisterschaften der Junioren teil und wurde 53. der Verfolgung und 54. über 5 Kilometer Freistil. Im Klassik-Sprint wurde sie 57. Beim European Youth Olympic Festival in Szczyrk erreichte die Ukrainerin Platz 27 über 5 Kilometer Klassisch und 19. über 7,5 Kilometer Freistil. Ein Jahr später erreichte sie in Hinterzarten die Platzierungen 27 im Freistil-Sprint, 58 über 5 Kilometer Klassisch und 63 in der Verfolgung bei der Junioren-WM. In Otepää nahm sie zum dritten Mal an einer Junioren-WM teil. Bondar kam in vier Rennen zum Einsatz. Über 5 Kilometer Freistil wurde sie 20., in der Qualifikation zum Klassik-Sprint 41., in der Verfolgung 33. und mit der 4-mal-3,3-Kilometer-Staffel 15.
Zur Saison 2011/12 wechselte Bondar zum Biathlonsport. Ihre ersten internationalen Rennen bestritt sie 2012 in Forni Avoltri im IBU-Cup und wurde 72. ihres ersten Einzels. Erster Höhepunkt wurden die Juniorenrennen der Biathlon-Europameisterschaften 2012 in Osrblie, bei denen die Ukrainerin 27. des Einzels, 41. des Sprints und 28. der Verfolgung wurde. Es folgten die Biathlon-Juniorenweltmeisterschaften 2012 in Kontiolahti, wo Bondar 23. des Einzels, 15. des Sprints und 22. des Verfolgers wurde. Mit der Staffel gewann sie an der Seite von Iryna Warwynez und Alla Hylenko hinter den Norwegerinnen und den Italienerinnen die Bronzemedaille im Staffelrennen. Gegen Ende der Saison gewann sie in Altenberg als 40. eines Sprints ihren ersten Punkt im IBU-Cup. Im weiteren Jahresverlauf lief sie bei den Juniorenrennen der Sommerbiathlon-Weltmeisterschaften 2012 in Ufa, wo sie Fünfte des Sprints und Siebte der Verfolgung wurde. Mit der Staffel wurde sie Fünfte, kam aber nicht in die Wertung, da es sich um die zweite Staffel ihres Verbandes handelte. In Beitostølen erreichte Bondar in der Saison 2012/13 ihre ersten Ergebnisse unter den besten 20, bei der folgenden IBU-Cup-Station in Ridnaun wiederholte sie ihre Sprint-Platzierung als 15. aus der Vorwoche und damit ihr bestes Einzelergebnis und wurde im Mixed-Staffelrennen an der Seite von Inna Suprun, Roman Pryma und Oleh Bereschnyj hinter der russischen Vertretung Zweite. In Antholz konnte sie noch in derselben Saison ihre ersten Rennen im Biathlon-Weltcup bestreiten und gewann als 37. eines Sprints sogleich Weltcuppunkte.
Bei Biathlon-Europameisterschaften 2013 in Bansko errang sie mit Julija Dschyma, Iryna Warwynez und Marija Panfilowa die Staffel-Bronzemedaille. Bei der Winter-Universiade 2013 im Trentino gewann sie Silber mit Witalij Kiltschyzkyj, Dmytro Pidrutschnyj und Iryna Warwynez in der Mixed-Staffel.

## Biathlon-Weltcup-Platzierungen
Die Tabelle zeigt alle Platzierungen (je nach Austragungsjahr einschließlich Olympische Spiele und Weltmeisterschaften).
- 1.–3. Platz: Anzahl der Podiumsplatzierungen
- Top 10: Anzahl der Platzierungen unter den ersten zehn (einschließlich Podium)
- Punkteränge: Anzahl der Platzierungen innerhalb der Punkteränge (einschließlich Podium und Top 10)
- Starts: Anzahl gelaufener Rennen in der jeweiligen Disziplin
- Staffel: inklusive Mixed- und Single-Mixed-Staffeln

| Platzierung              | Einzel | Sprint | Verfolgung | Massenstart | Staffel | Gesamt |
| ------------------------ | ------ | ------ | ---------- | ----------- | ------- | ------ |
| 1. Platz                 |        |        |            |             |         |        |
| 2. Platz                 |        |        |            |             |         |        |
| 3. Platz                 |        |        |            |             |         |        |
| Top 10                   |        |        |            |             |         |        |
| Punkteränge              | 1      | 6      | 5          |             | 2       | 14     |
| Starts                   | 5      | 19     | 8          |             | 2       | 34     |
| Stand: 31. Dezember 2021 |        |        |            |             |         |        |